# NGC 191
NGC 191 là một thiên hà xoắn ốc nằm trong chòm sao Kình Ngư. Nó được phát hiện vào ngày 28 tháng 11 năm 1785 bởi William Herschel.
NGC 191 hiện đang tương tác với IC 1563. Vì lý do đó đã được đưa vào Atlas Thiên hà đặc biệt của Halton Arp, dưới phần "Các thiên hà hình elip gần và các thiên hà xoắn ốc nhiễu loạn."